# شیرین‌تر از داستان
«شیرین‌تر از داستان» (به انگلیسی: Sweeter than Fiction) تک‌آهنگی از هنرمند اهل ایالات متحده آمریکا تیلور سوئیفت است. این تک‌آهنگ برای یک شانس: داستان واقعی باور نکردنی پولت پاتز: موسیقی متن فیلم منتشر شد.